# 都江堰灌区
都江堰灌区是中国四川省都江堰市的灌区，由战国时秦国蜀郡太守李冰及其子于约前256年至前251年主持始建的都江堰水利工程形成。其水源为岷江，灌区设计面积724.3万亩，实际面积为578.31万亩，后逐年扩大，在2011年时达到了1033万亩。受益地区为四川盆地中西部的37个县。
渠首设左、右两个取水口，取水高程729米，六大干渠设计引水流量600立方米/秒，现有干渠、分干渠55条，长2437公里；支渠536条，长5472公里；斗渠5460条，长12037公里。渠系水利用系数0.48。全灌区有大、中型水库11座，总库容10.89亿立方米；小型水库364座，总库容1.5亿立方米。

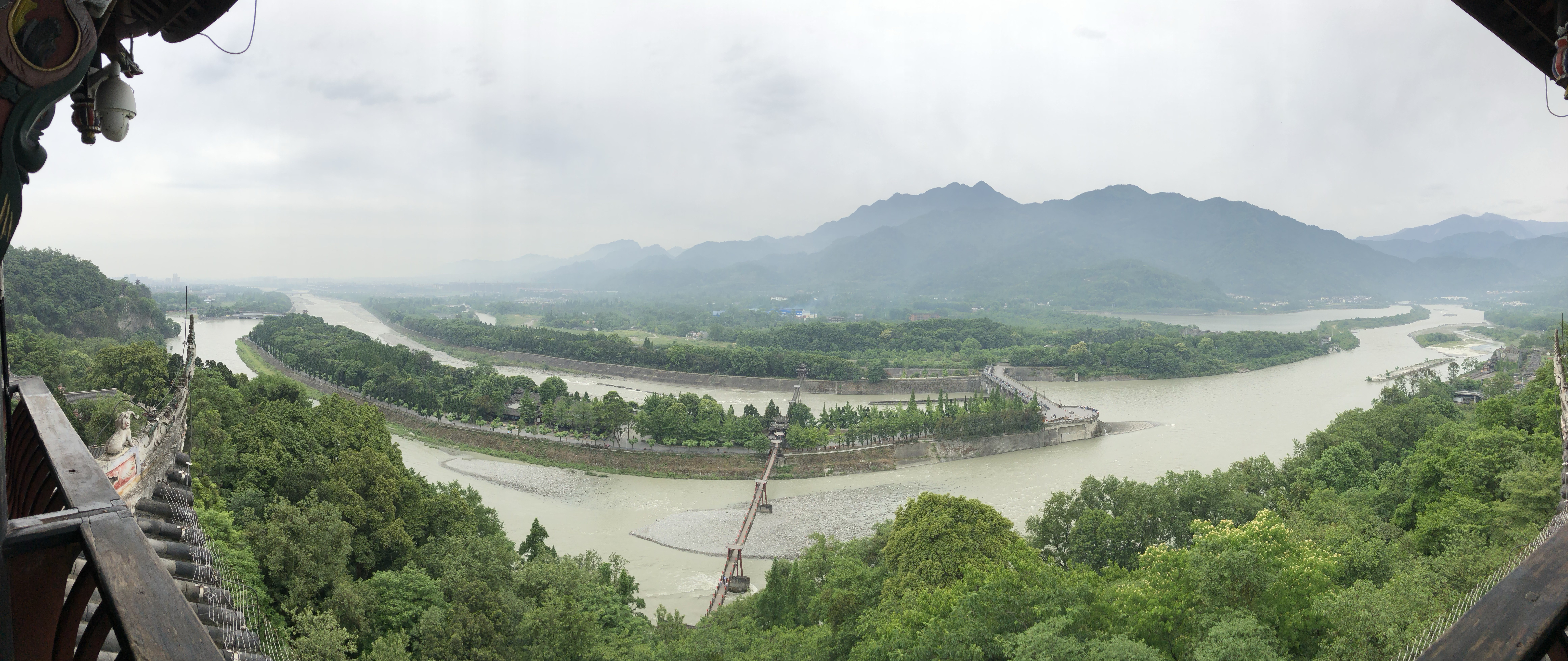
都江堰堰首

## 都江堰灌区的下属灌区

### 黑龙滩灌区
黑龙潭灌区的水源是通过东风渠从都江堰引水，进入黑龙潭水库。黑龙潭水库担负着向眉山城区、彭山区、青神县、仁寿县全域、井研县全域300余万人的生产生活和工业供水任务。

### 毗河灌区
毗河灌区是通过毗河供水工程所覆盖的灌区。毗河供水工程起于成都市新都区苟家滩，总干渠引水至安岳县的朝阳水库。毗河供水工程向新都、青白江、金堂、雁江、简阳、安岳、乐至、安居、大英9个县（市、区）供水。

### 通济渠灌区
通济堰灌区通过通济堰进行引水。通济堰位于成都市新津区南河、西河、金马河交汇处，建于公元前141年（西汉时期）。通济堰主要承担着向成都、眉山2市4县（区）提供生活、生产、生态用水。